# Раньери, Антони
Антони Раньери (фр. Antony Ranieri; 21 июня 1997 года, Ницца, Франция) — французский футболист, играющий на позиции нападающего. Ныне выступает за французский клуб «Грас».

## Клубная карьера
Раньери — воспитанник «Ниццы». Играет за вторую команду. Со второй половины сезона 2015/2016 подтягивался к основной команде. 10 января 2016 года дебютировал в Лиге 1 в поединке против «Лилля», выйдя на замену на 88-й минуте вместо Хатема Бен Арфа. Всего в чемпионате сыграл два матча.

## Карьера в сборной
В 2013 году вызывался в сборную Франции до 16 лет. С тех пор больше вызовов не получал.